# Кислий Іван Якович
Іван Якович Ки́слий (1 квітня 1913, Олександро-Григорівка — 26 грудня 1993, Київ) — український радянський архітектор; член Спілки архітекторів України. Батько архітектора Миколи Кислого.

## Біографія
Народився 19 березня [1 квітня] 1913 року в селі Олександро-Григорівці (нині у складі міста Донецька, Україна). 1936 року закінчив Харківський інститут інженерів комунального господарства.
Упродовж 1947—1973 років працював в інституті «Донбасцивілпроект» у Донецьку, де з 1949 року обіймав посаду головного архітектора проекту. Одночасно протягом 1948—1973 років очолював Донецьку обласну організацію Спілки архітекторів України. Помер у Києві 26 грудня 1993 року.

## Архітектурна діяльність
Серед реалізованих проєктів:
- парки в містах Торезі, Ясинуватій, Макіївці (1947—1968);
- мікрорайони у Макіївці (1962—1971);
- Управління охорони громадського порядку, обласний військкомат (обидва — 1964), житлові будинки з вбудованими торговельними приміщеннями в центральній частині (1960-ті), санітарно-гігієнічний корпус Медичного інституту (1973) у Донецьку;
- архітектурна частина пам'ятного знака на місці концтабору раянських військовополонених у Волновасі (1965).

1958 року брав участь у роботі 5-го Міжнародного конгресу архітекторів у Москві. Автор низки статей у галузі місто- і паркобудування та об'ємного проєктування.